# Eduard Baar-Baarenfels
Eduard Baar-Baarenfels (Laibach, 3 november 1885 - Saalfelden, 14 maart 1967), was een Oostenrijks militair en fascistisch politicus.

## Militaire carrière
Eduard Baar-Baarenfels werd op 3 november 1885 geboren in Laibach (Ljubljana). Hij nam dienst bij de Landwehr. In november 1912 werd hij bevorderd tot commandant van 42ste Landwehr Infanterie Brigade. Tijdens de Eerste Wereldoorlog maakte hij verdere carrière binnen de Landwehr.

## Lid van deHeimwehr
Eduard Baar-Baarenfels werd na de Eerste Wereldoorlog lid van de fascistische Heimwehr van (prins) Ernst Rüdiger Starhemberg. In 1929 werd hij Landesführer van de Heimwehr in Neder-Oostenrijk. Na de oprichting van de Oostenrijkse corporatistische standenstaat in 1933 werd Baar-Baarenfels lid van het Vaderlands Front, de door bondskanselier Engelbert Dollfuss gecreëerde eenheidspartij. Van 30 juli 1934 tot 17 oktober 1935 was hij waarnemend Landeshauptmann (voor Josef Reither) van Neder-Oostenrijk.
Eduard Baar-Baarenfels werd na de moord op bondskanselier Dollfuss (door nazi's) op 25 juli 1934, in het kabinet van diens opvolger, bondskanselier Kurt Schuschnigg, minister van Binnenlandse Zaken en Binnenlandse Veiligheid (27 juli 1934).

## Vicekanselier
Tijdens het machtsconflict tussen bondskanselier Kurt Schuschnigg en vice-kanselier Starhemberg (1936) koos Baar-Baarenfels de zijde van Schuschnigg. Op 14 mei 1936 bood Schuschnigg namens het kabinet zijn ontslag aan bij bondspresident Wilhelm Miklas. Schuschnigg vormde daarop een nieuw kabinet met Baar-Baarenfels als vice-kanselier en minister van Binnenlandse Zaken en Binnenlandse Veiligheid. Baar-Baarenfels werd ook commandant van de Heimwehr, die vanaf dat moment volledig werd gelijkgeschakeld.
In november 1936 trad Baar-Baarenfels als vice-kanselier en minister terug om ambassadeur van Oostenrijk in Hongarije te worden. Hij bleef dit tot de Anschluss van 1938.
Eduard Baar-Baarenfels overleed op 81-jarige leeftijd, op 14 maart 1967 te Saalfelden.

## Naam
- Tot aan de afschaffing van de adel in Oostenrijk in 1919 was zijn naam Eduard Baar von Baarenfels.

## Verwijzingen
1. ↑  De Landwehr was bedoeld voor de verdediging van het Oostenrijkse deel (Cisleithanië) van de Donaumonarchie. Voor de verdediging van het Hongaarse deel (Transleithanië) van het rijk, bestond de Honvéd
2. ↑  Austro-Hungarian Generals assigned to the Austrian Landwehr 1914